# Friedrich Rasche
Friedrich Rasche (* 7. Mai 1900 in Radeberg bei Dresden; † 27. März 1965 in Hannover) war ein deutscher Journalist, Kritiker, Essayist, Schriftsteller und Lyriker.

## Leben
Friedrich Rasche wurde am 7. Mai 1900 in Radeberg bei Dresden geboren. Sein Vater war Maler. In Leipzig studierte Friedrich Rasche Theologie, Philosophie, Germanistik, Kunstgeschichte und Theaterwissenschaft. 1922 veröffentlichte er erstmals Vers- und Prosadichtungen. Seine Promotion über das Thema Der Pessimismus Schopenhauers und das Wertproblem schloss er 1924 ab. Im Anschluss an sein Studium wechselte Rasche in den Journalismus. Zunächst arbeitete er als Redakteur und Lektor beim Leipziger Tageblatt. Diese Stelle hatte ihm sein Freund Erich Kästner vermittelt, der selbst bei dieser Zeitung arbeitete und sich eine Zeit lang für die eigene Promotion freistellen lassen wollte.
Im Jahr 1926 ging Rasche nach Hannover. Dort nahm er eine Tätigkeit als Kunst- und Theaterkritiker beim Hannoverschen Anzeiger auf. Rasche war ein Gegner des Nationalsozialismus. Seine Ehefrau Hildegard war „Halbjüdin“ und litt deshalb unter Repressalien. So durfte sie beispielsweise keine Theateraufführungen besuchen. Rasche ließ fortan bei Theatervorstellungen, die er als Kritiker besuchte, den Platz neben sich stets demonstrativ frei. Von 1935 an wurde der Journalist immer wieder mit Schreibverboten belegt, weil er auch Schriften verfemter Autoren publizierte. 1941 volontierte Rudolf Augstein, der spätere Gründer und Macher des Nachrichtenmagazins Der Spiegel in seiner Redaktion. 1942 erhielt Rasche Publikationsverbot.
Nach dem Ende des Zweiten Weltkrieges beauftragte die britische Militärregierung ihn damit, die Redaktion des Hannoverschen Nachrichtenblattes der Alliierten Militärregierung zu leiten. Er sorgte dafür, dass auch Augstein als Redakteur zu dem Blatt kam. Augstein, der mit dem Gedanken spielte, Theaterautor zu werden, scheiterte mit seinem Vorhaben am Kritiker Rasche. Indem dieser ein Theaterstück Augsteins verriss, sorgte er dafür, dass Augstein sich von da an ganz dem Journalismus widmete.
Rasche arbeitete danach als Feuilletonchef bei der Hannoverschen Presse, deren stellvertretender Chefredakteur er bis 1965 war. Er gehörte dem P.E.N.-Club sowie dem Niedersächsischen Schriftstellerverband an. Außerdem war Rasche der niedersächsische Vertreter im Hauptausschuss der Filmbewertungsstelle der Länder in Wiesbaden.
Rasche gab eigene Novellen und Gedichte heraus und war Autor zahlreicher Publikationen zur deutschen Literaturgeschichte. Er publizierte unter anderem als Essayist in der Zeitung Die Zeit.
Friedrich Rasche starb am 27. März 1965 in Hannover-Badenstedt. Dort ist der Friedrich-Rasche-Winkel nach ihm benannt. Sein Nachlass befindet sich im Deutschen Literaturarchiv Marbach am Neckar.

## Publikationen(Auswahl)
- Der Pessimismus Schopenhauers und das Wertproblem (Dissertation). Crimmitschau: Rohland und Berthold Verlag 1924
- Befreite Kunst – Reden und Vorträge der Celler Kunstwoche. Hannover Verlag Adolf Sponholtz 1946 (Hrsg.)
- Die Gehenkten. Fünf Geschichten. Hannover: Richard Beeck Verlag 1948
- Fritz von Unruh. Rebell und Verkünder. Der Dichter und sein Werk. Hannover: Verlag für Literatur und Zeitgeschehen 1960
- Goslar – Porträt einer Stadt. Hannover: Verlag Fackelträger 1963
- Von Mensch zu Mensch. Hannover: Verlag Fackelträger 1965
- Aus allen vier Winden. Gedichte. Hamburg: Hoffmann und Campe 1967

## Feuilleton-Artikel (Auswahl)
- Porträt und Landschaft, Begegnung mit dem Maler Harald Schaub-Kabege. In: Hannoversches Nachrichtenblatt der Alliierten Militärregierung, Sonnabend, 10. November 1945, S. 2
- Wohnen im Abgrund. Ein Kapriccio aus dem Jahre 1943. In: Die Zeit 6/1946, 28. März 1946, abgerufen am 27. November 2013.
- Erste Kunstausstellung in Hannover. Debut des Bundes bildender Künstler Nordwestdeutschlands. In: Hannoversche Presse, Hannover Stadtausgabe, Dienstag, 25. Juni 1946
- Träume eines Kunstkritikers. Eine Groteske in zwei Szenen. In: Die Zeit 44/1947, 30. Oktober 1947, abgerufen am 27. November 2013.
- Malerei, durchs Megaphon besprochen. Die Herbstausstellung des Bundes bildender Künstler in der Orangerie in Herrenhausen. In: Hannoversche Presse, Donnerstag, 19. August 1948, o. S.
- Abschied von der Staffelei. Die bildenden Künste nach der Währungsreform. In: Sonntagsblatt, 1. August 1948
- Der Lyriker Karl Krolow. In: Die Zeit 11/1949, 17. März 1949 abgerufen am 27. November 2013
- Pathetiker der Form und Farbe. Ausstellung Harald Schaub im Künstlerhaus. In: Hannoversche Presse, Ostern 1958
- Der Maler Gerhard Wendland. In: Badische Allgemeine Zeitung, 4. April 1959; auch in: Hannoversche Presse, 5. April 1959
- Die eigenmächtige Kunst. Gedanken zur II. „documenta 1959“ in Kassel. In: Allgemeine Zeitung, Mannheim, 19. Juli 1959 (dieser Artikel erschien in diversen Zeitungen, u. a. auch in der Hannoverschen Presse; Südwest-Rundschau etc.)